# Kim Fisher

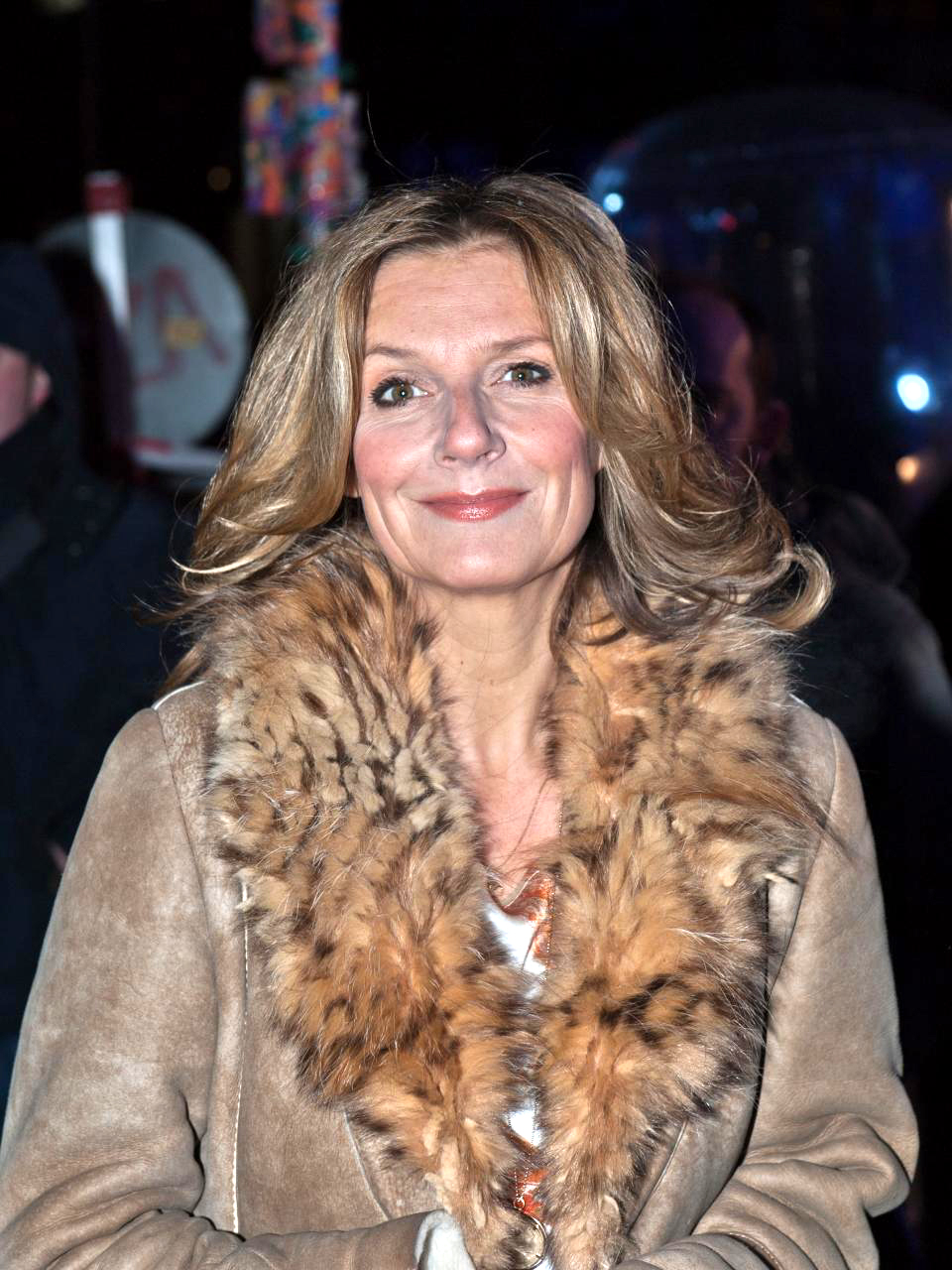
Kim Fisher, 2012

Kim Fisher (* 17. April 1969 als Kerstin Poetke in West-Berlin) ist eine deutsche Sängerin, Fernsehmoderatorin, Schauspielerin und Autorin.

## Leben und Karriere
Kim Fisher wurde in Berlin-Tempelhof geboren und wuchs im Bezirk Reinickendorf im Ortsteil Konradshöhe und in Hamburg auf. Nach dem Abitur absolvierte sie ein Freiwilliges Soziales Jahr und studierte danach von 1991 bis 1994 Germanistik und Pädagogik in Berlin.

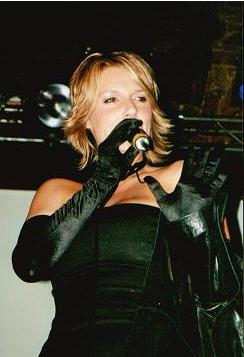
Kim Fisher, 2002

Von 1989 bis 1996 sang Fisher in der sechsköpfigen Berliner Gala-Band Drumbo Band. Unter dem Pseudonym Michelle Lang veröffentlichte sie 1992 die Single Oh, wann kommst du? Anschließend begann sie eine Solokarriere als Schlagersängerin. 1997 veröffentlichte sie – jetzt als Kim Fisher – ihr erstes Album Jetzt, dem 1999 noch Sein und 2001 Follow me folgten. Seit 2007 sieht man sie von Zeit zu Zeit in einer Bühnenshow zusammen mit einer Band unter dem Namen Kim and the Fisherfriends. Seit dem 1. August 2014 tritt sie in der Fernsehshow Kim kommt neben ihrer Aufgabe als Moderatorin auch als Sängerin – sowohl Solo als auch mit ihren Gästen singend – auf.
Erste Fernseherfahrung sammelte Fisher ab 1995 als Volontärin beim Berliner Lokalsender IA, wo sie später als Redakteurin tätig war. Dort moderierte sie auch vertretungsweise die täglichen Ratgebermagazine Jetzt reichts!, So geht’s: Recht, So gehts: Bauen und Wohnen und Schandfleck. Sie war beständiger Gast in der Talkrunde Blond am Freitag im ZDF. Regelmäßig ist sie beim SWR-Ratespiel Sag die Wahrheit und in der Sendung Dings vom Dach beim HR-Fernsehen aufgetreten.
Fisher moderierte von 1998 bis 2005 die Talkshow Riverboat im MDR. Seit 2014 ist sie wieder in ihrer Funktion als Moderatorin mit stets wechselnden Moderatoren tätig. Von Januar 2019 bis Ende 2022 war Jörg Kachelmann im MDR-Studio in Leipzig erneut ihr Talkshowpartner; zwischen Oktober 2021 und August 2022 verstärkte sie Sebastian Fitzek im Zwei-Wochen-Rhythmus aus dem rbb-Studio Berlin. Seit Januar 2023 wird sie hier abwechselnd von Matze Knop, Klaus Brinkbäumer und Wolfgang Lippert unterstützt.
2006 gab sie mit 90 Tage auf Bewährung: Die ersten drei Monate einer neuen Beziehung oder Die stressigste Zeit im Leben einer Frau ihr Debüt als Autorin. 2008 erschien mit Im Zeichen der Jungfrau ein weiterer Roman.
Im Januar 2009 war Fisher in der Sat.1-Produktion Mister Perfect – Der MännerTest zu sehen. Dort saß sie neben Jana Ina und Britt Hagedorn in der Jury. Geplant waren neun Sendungen. 2017 und 2018 moderierte sie zusammen mit Wigald Boning die Sendung Privatkonzert für den MDR und die Deutsche Welle. Des Weiteren war sie 2021 Teil des Rateteams in der Sat.1-Sendung Buchstaben Battle.
Kim Fisher lebte einige Jahre mit dem Kabarettisten Hans Werner Olm zusammen. Sie lebt in Berlin.

## Moderierte Sendungen

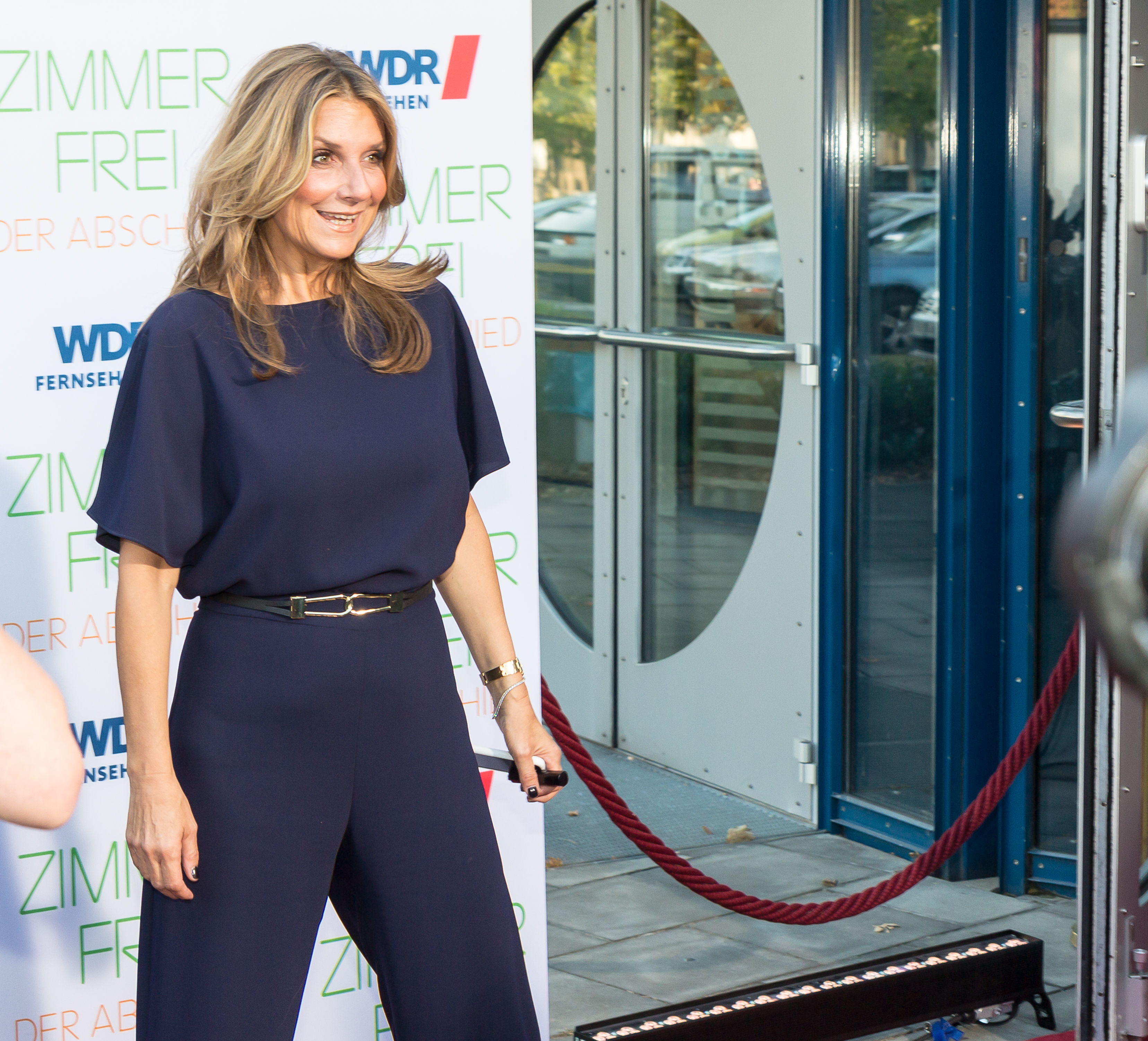
Kim Fisher, 2016

| Sendung                                       | Sender  | Zeitraum            |
| --------------------------------------------- | ------- | ------------------- |
| Working Woman                                 | tm3     | 1996/1997           |
| Grand Prix des Schlagers                      | ZDF     | 1998                |
| Die Goldene Henne                             | MDR     | 1998                |
| Deutschlandfest                               | ZDF     | 1998                |
| Kein Geld der Welt                            | ZDF     | 1998                |
| Riverboat                                     | MDR     | 1998–2005 seit 2014 |
| Der Goldene Heino                             | ARD     | 1999                |
| Echo                                          | ARD     | 1999                |
| Die Nacht der Stars                           | ARD     | 1999                |
| Was, heute schon?                             | MDR     | 1999                |
| Face Lift                                     | tm3     | 2000                |
| Die große Show der Sieger                     | ZDF     | 2000                |
| Echo                                          | ARD     | 2000                |
| Expo-Eröffnung                                | ZDF     | 2000                |
| Popkomm-Gala                                  | ARD     | 2000                |
| Langer Samstag                                | MDR     | 2002                |
| Alfredissimo!                                 | WDR     | 2002                |
| Swinging Sixties                              | WDR     | 2002                |
| Das große Klassentreffen                      | WDR     | 2003                |
| Spötter, Spaß und Spitzenkräfte               | MDR     | 2003                |
| Die große Knoff-Hoff-Show                     | ZDF     | 2004                |
| Shows am laufenden Band, Rudi Carrell wird 70 | MDR     | 2004                |
| 40 Jahre Beat-Club                            | NDR/RBB | 2005                |
| Der lange Samstag – Emanze contra Macho       | MDR     | 2005                |
| Im Prater blühn wieder die Bäume              | MDR     | 2008                |
| Fata Morgana                                  | NDR     | 2008                |
| Prager (Ver)Führungen                         | MDR     | 2009                |
| Die schönsten Hits der Deutschen              | ARD     | 2009                |
| Die beliebtesten Komiker der Deutschen        | ARD     | 2011                |
| Die beliebtesten Sketche der Deutschen        | WDR     | 2011                |
| Schlössertour                                 | MDR     | 2012–2015           |
| Moskauer (Ver)Führungen                       | MDR     | 2012                |
| Sommer bei uns                                | MDR     | 2014                |
| Kim kommt, die kleinste Show der Welt         | MDR     | 2014                |
| Kims Klub                                     | MDR     | 2015–               |
| Weihnachten bei uns                           | MDR     | 2015–               |

## Theater
- 2002: Vom Geist der Weihnacht im Theater des Westens, als Catherine Dickens, Regie: Jürgen Schwalbe[9]
- 2003: Revuepalast – die Palastrevue zum Zwanzigsten (Friedrichstadt-Palast Berlin 2003–2004), Hauptrolle der Birgit Schulze
- 2004: Comedy in Concert (Kölner Philharmonie)
- 2004: Stars und Kinder helfen Terroropfern (Friedrichstadt-Palast), Hauptrolle gemeinsam mit dem Kinderessemble
- 2005: Opern ohne Sänger – Der kleine Opern(ver)führer (Bad Salzig)
- 2006: Improtronics (Quatsch Comedy Club Berlin)
- 2006–2008: Emmi – Die Salomé vom Spielbudenplatz oder Sing, wenn du kannst (Schmidt Theater in Hamburg)
- 2008: Sommer Revue (Friedrichstadt-Palast Berlin), Moderation und Gesang
- 2018–2019: Zickenzirkus (Comödie Dresden)

## Filmografie
- 2006: Freie Fahrt ins Glück (Fernsehfilm)
- 2007: Niete zieht Hauptgewinn (Fernsehfilm)
- 2008: Zwei Herzen und ein Edelweiß (Fernsehfilm)
- 2009: Schwarzwaldliebe (Fernsehfilm)
- 2009: Heim Herd Hund (Webserie)
- 2010: Zurück zum Glück (Fernsehfilm)
- 2010: Sturm der Liebe (Fernsehserie, 1 Folge)
- 2022–2024: Rote Rosen (Fernsehserie, 20 Folgen)

## Bibliografie
- Kim Fisher: 90 Tage auf Bewährung: Die ersten drei Monate einer neuen Beziehung oder Die stressigste Zeit im Leben einer Frau. Goldmann Verlag, München 2006, ISBN 3-442-31120-9.
- Kim Fisher: Im Zeichen der Jungfrau. Goldmann Verlag, München 2008, ISBN 978-3-442-31166-8.
- Kim Fisher, Martina Conradt: Schöne Bescherung. Das kleine Buch der Weihnachtskatastrophen. Goldmann Verlag, München 2009, ISBN 978-3-442-31222-1.

## Diskografie
Studioalben
- 1997: Jetzt!
- 1999: Sein
- 2001: Follow Me
- 2022: Was fürs Leben

## Auszeichnungen
- 1997: Goldene Stimmgabel[10]
- 1997: Fred-Jay-Preis
- 2001: Goldene Henne[11]
- 2016: nominiert für die Goldene Henne (Publikumspreis Entertainment)[12]